# Cehal
Cehal là một xã thuộc hạt Satu Mare, România. Dân số thời điểm năm 2002 là 2025 người.